# بهنام شاپورشنوم
بهنام شاپورشنوم (پارسی میانه: Wohnām ī Šābuhr-Šnōm) یکی از نجیب‌زادگان ساسانی در سده سوم میلادی در زمان حکومت شاپور یکم بود.

## زندگی

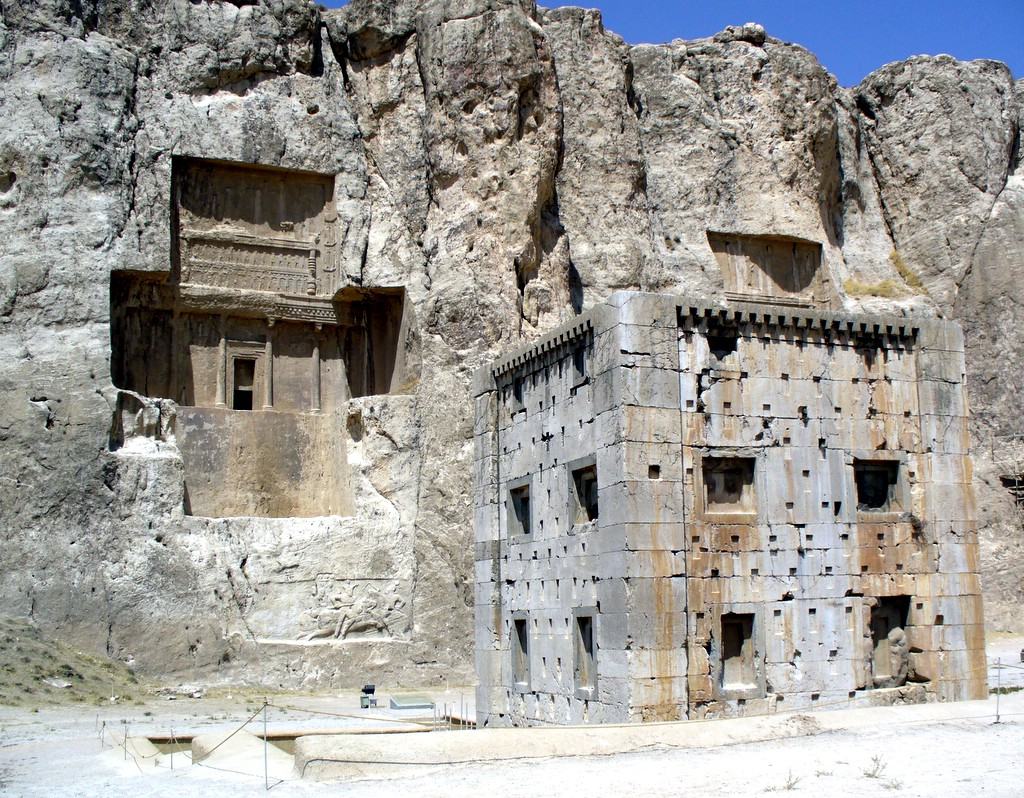
کعبه زرتشت، جایی که سنگ‌نوشته شاپور یکم حک شده است

از او در سنگ‌نوشته شاپور یکم بر کعبه زرتشت یاد شده است. او در این سنگ‌نوشته در میان ۶۷ نجیب‌زاده در رتبهٔ بیست‌وچهارم قرار دارد. اطلاعات دیگری از زندگی او در دست نیست.